# ウィルフレッド・バデリー
ウィルフレッド・バデリー（Wilfred Baddeley, 1872年1月11日 - 1929年1月24日）は、イギリス・ロンドン市内ブロムリー出身の男子テニス選手。1890年代のウィンブルドン選手権で、双子の弟であるハーバート・バデリーとともに「バデリー兄弟」として活躍した。兄のウィルフレッドは男子シングルスで3勝を挙げ、ハーバートと組んだ男子ダブルスでも4勝を記録した。

## 来歴
ウィルフレッド・バデリーは1890年からウィンブルドン選手権に出場を始め、1891年に男子シングルス・男子ダブルスの単複2冠を獲得した。初期のウィンブルドン選手権は、競技方式が現在とは大きく異なり、「チャレンジ・ラウンド」（挑戦者決定戦）から「オールカマーズ・ファイナル」（大会前年度優勝者とチャレンジ・ラウンド勝者で優勝を争う）の流れで優勝者を決定した。この方式の場合、自動的に決勝に進出できる前年優勝者が出場しなかった場合は、チャレンジ・ラウンドの決勝結果を優勝記録表に記載する。1891年の男子シングルスには、大会前年優勝者のウィロビー・ハミルトン（アイルランド）が出場しなかったため、バデリーとジョシュア・ピム（アイルランド）によるチャレンジ・ラウンド決勝で優勝を争い、バデリーがピムを 6-4, 1-6, 7-5, 6-0 で破って優勝した。ウィルフレッドは弟のハーバートと組んだ男子ダブルスでも、決勝でアイルランドペアのピムとフランク・ストーカー（1867年 - 1939年）組を破って初優勝を飾り、ウィルフレッドは単複ともジョシュア・ピムを破って初優勝を達成した。ウィルフレッドの初優勝時の年齢は「19歳5ヶ月23日」であったが、これは1985年にボリス・ベッカーが「17歳7ヶ月」で優勝するまで、94年間にわたりウィンブルドン選手権男子シングルスの最年少優勝記録であった。
その後、ウィルフレッドは1894年までジョシュア・ピムと4年連続の決勝対決をした。ウィルフレッドは1892年にタイトルを防衛したが、1893年の決勝でピムにタイトルを明け渡す。チャレンジ・ラウンドに戻ったウィルフレッドは、1894年に挑戦者資格を得るが、この決勝でもピムに敗れた。この大会を最後に、ピムがウィンブルドン選手権を引退したため、1895年はチャレンジ・ラウンド決勝で優勝を争った。バデリーはウィルバーフォース・イーブズ（1867年 - 1920年）を 4-6, 2-6, 8-6, 6-2, 6-3 のフルセットで破り、3年ぶり3度目の優勝を決めた。しかし、1896年のオールカマーズ・ファイナルで、バデリーはアイルランドのハロルド・マホニーに 2-6, 8-6, 7-5, 6-8, 3-6 で敗れてタイトルを失う。1897年のチャレンジ・ラウンドで、バデリーは準決勝でレジナルド・ドハティーに 3-6, 0-6, 3-6 のストレートで完敗し、ここで連続決勝進出記録が途絶えた。
ウィルフレッドとハーバートの「バデリー兄弟」は、男子ダブルスで1891年に初優勝した後、1894年から1896年まで3連覇を達成し、通算4勝を挙げた。1897年の男子ダブルス決勝で、バデリー兄弟組はレジナルド・ドハティーとローレンス・ドハティーの「ドハティー兄弟」組に 4-6, 6-4, 6-8, 4-6 で敗れ、ウィルフレッドは単複ともレジナルドに敗れた。バデリー兄弟は2人とも、1897年を最後にウィンブルドン選手権を引退した。こうして「バデリー兄弟」の時代が終わり、レジナルドとローレンスの「ドハティー兄弟」の時代が始まった。ウィンブルドン選手権から引退した後、バデリー兄弟は2人ともフランスに住み、ウィルフレッドは1929年1月24日にフランス・マントンにて57歳で死去した。
初期のウィンブルドン選手権では、3組の「兄弟テニス選手」が顕著な活躍を見せた。1880年代をリードしたウィリアムとアーネストの「レンショー兄弟」、ウィルフレッドとハーバートのバデリー兄弟、レジナルドとローレンスのドハティー兄弟である。レンショー兄弟とバデリー兄弟は、双子の兄弟としてテニスの歴史に大きな足跡を残した。
ウィルフレッド・バデリーは2013年に国際テニス殿堂入りを果たした。

## ウィンブルドン選手権の成績
- 男子シングルス：3勝（1891年・1892年・1895年）　［準優勝3度：1893年・1894年・1896年］
- 男子ダブルス：4勝（1891年・1894年-1896年）　［すべてハーバートとのペア。準優勝2度：1892年・1897年］